# Шратовці
Шратовці (словен. Šratovci) — поселення в общині Раденці, Помурський регіон, Словенія. Висота над рівнем моря: 210 м.